# Robert Xavier Rodríguez

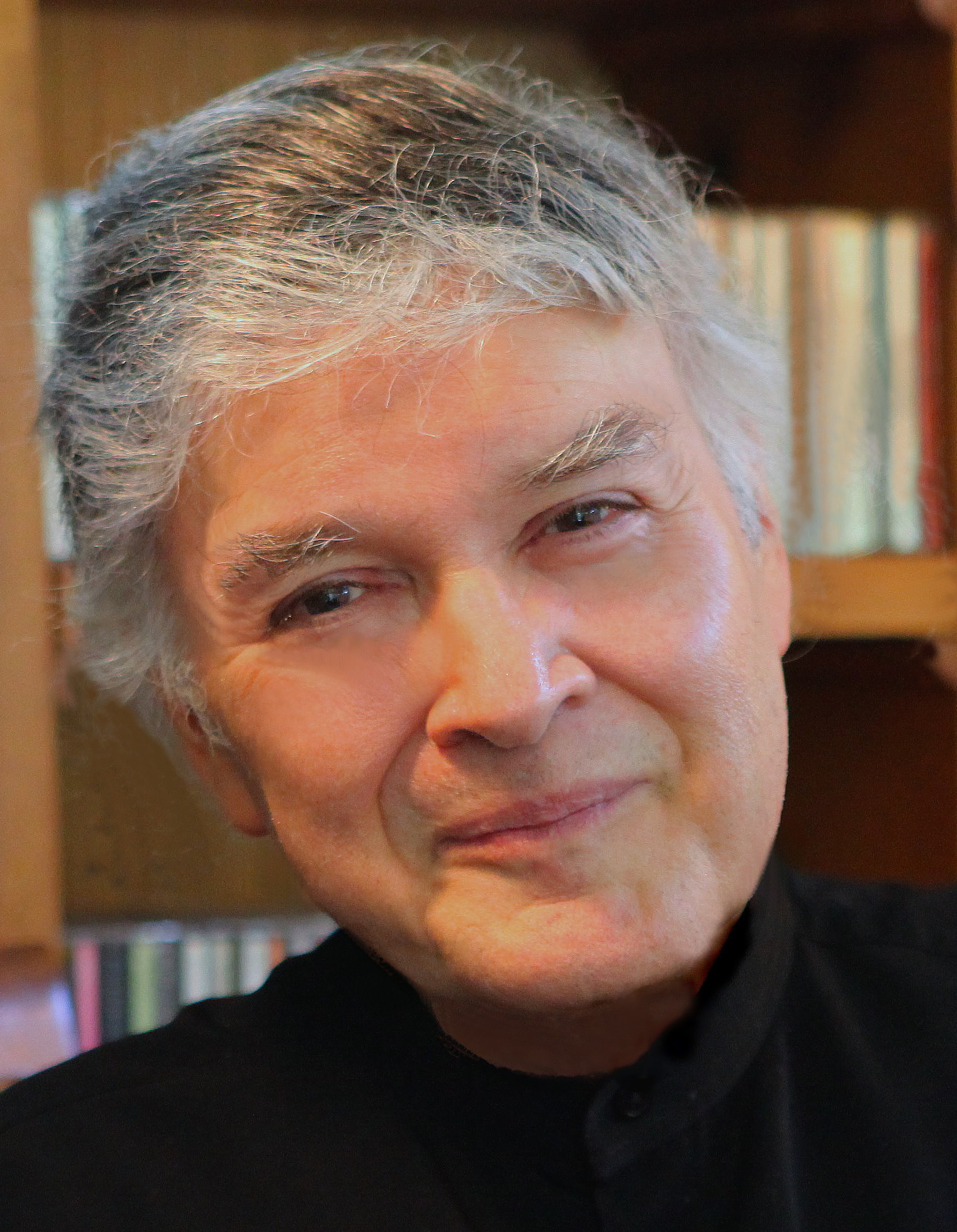
Robert Xavier Rodríguez (2012)

Robert Xavier Rodríguez (* 28. Juni 1946 in San Antonio, Texas) ist ein US-amerikanischer Komponist.

## Leben
Rodríguez hatte in seiner Jugend Klavierunterricht und studierte Komposition bei Elliott Carter, Bruno Maderna,
Clifton Williams, Hunter Johnson, Halsey Stevens, Jacob Druckman und Nadia Boulanger. Internationale Aufmerksamkeit fand er, als er 1971 den Prix de Composition Musicale Prince Pierre de Monaco erhielt. Er war Composer in Residence des San Antonio Symphony Orchestra, des Los Angeles Chamber Orchestra und des Dallas Symphony Orchestra und ist Endowed Chair of University Professor der University of Texas at Austin, wo er auch das Ensemble Musica Nova leitet.
Das kompositorische Werk Rodríguez' umfasst alle musikalischen Genres, wobei er Kompositionstechniken des Mittelalters, der Renaissance und des Barock mit ethnischen und zeitgenössischen Materialien verbindet. Seine Kompositionen wurden von namhaften Orchestern in den USA und in Europa unter der Leitung von Dirigenten wie Neville Marriner, Antal Dorati, Eduardo Mata, James DePreist, Raymond Leppard, Keith Lockhart und Leonard Slatkin aufgeführt. Besonderen Erfolg hatte er mit Opern wie Frida über das Leben der mexikanischen Malerin Frida Kahlo, die u. a. beim American Music Theatre Festival, am American Repertory Theatre in Boston, am Schauspielhaus Wien, am Theater Nordhausen und an der Houston Grand Opera aufgeführt wurde, und der Kinderoper Monkey See, Monkey Do, die mit weit über 2000 Aufführungen die meistgespielte moderne Oper in den USA ist.

## Werke
- Adagio for Small Orchestra (1967)
- Lyric Variations (1970)
- Trio II für Klaviertrio (1970)
- Four Poems from ‘Neue Gedichte’ für Sopran oder Tenor und Klavier, Gedichte von Rainer Maria Rilke (1971)
- Trio I für Klaviertrio (1971)
- Concert Suite from ‘L’Incoronazione di Poppea’ by Claudio Monteverdi für Sopran, Tenor und Orchester (1972)
- Concert Suite from ‘L’Orfeo’ by Claudio Monteverdi für vierstimmigen gemischten Chor und Orchester(1973)
- Il Combattimento di Tancredi e Clorinda by Claudio Monteverdi für Sopram. Tenor, Bariton und Streicher (1973)
- Presences für Sopran oder Tenor und Klavier, Text von Peter Clothier (1973)
- Sonata in One Movement für Sopransaxophon oder Klarinette und Klavier (1973)
- Canto für Sopran, Tenor und Instrumentalensemble (1973, 1982)
- Concerto III for Piano and Orchestra (1974)
- Sinfonia Concertante für Sopransaxophon, Cembalo und Instrumentalensemble (1974)
- Cinco Poemas de García Lorca für Mezzosopran, Tenor und Klavier (1975)
- Favola Concertante, Ballett und Doppelkonzert für Violine, Cello und Streicher oder für Klaviertrio (1975, 1977)
- Capriccio on the Departure of a Beloved Brother by J.S. Bach, Arrangement für zwei, drei oder vier Gitarren (1976)
- Toccata for Guitar Quartet (1976)
- Favola I, Episode from Favola Concertante für Cello (1977)
- Toccata for Percussion Quintet (1977)
- Le Diable Amoureux, Oper, Libretto vom Komponisten und Frans Boerlage nach einer Erzählung von Jacques Cazotte (1978)
- For Piano I and II (1978)
- Four Advent Chorale-Preludes by J. S. Bach für vierstimmigen gemischten Chor und Instrumentalensemble (1978)
- Frammenti Musicali für Flöte und Klavier oder Klavier solo (1978)
- Improvisation Matrix für beliebige Instrumente oder Kombinationen oder Soloklavier oder mehrere Klaviere (1978)
- Quodlibet on Medieval Tunes für Instrumente (1978)
- The Salutation Rag (1978)
- Favola Boccaccesca für Orchester (1979)
- Praline and Fudge – Recitative and Aria in Baroque Style für Bassstimme und Klavier (1979)
- Dolorosa et Lacrimabilis Es, Virgo Maria für gemischten Chor, Sopran, Flöte und Windspiele (1980)
- Favola II, Episodes from Favola Boccaccesca für Klarinette, Cello und Klavier (1980)
- Transfigurationis Mysteria für Sopran, Countertenor, Chor, Kinderchor und Orchester (1980)
- Semi-Suite für Violine und Instrumenalensemble oder Klavier zu vier Händen oder Violine und Klavier (und Klarinette und Perkussion ad lib.) (1980, 1981)
- Ductia für Harfe, Harfenduo, Harfe und Flöte oder andere Kombination (1980, 1983)
- Estampie, Ballet for Small Orchestra (1981)
- Chronies – 4 Pieces für Bassklarinette und Perkussion (1981)
- Meditation für Flöte, Klarinette, Cello und Perkussion (1981)
- Plaisir d’Amour – after the song by Padre Martini für Flöte, Klarinette und Fagott (1982)
- Sonatina d’Estate für Flöte und Klavier (1982)
- The Star-Spangled Banner für Orchester (1982)
- Suor Isabella Oper, Libretto von Daniel Dibbern nach dem Decameron von Giovanni Boccaccio (1982)
- Concert Suite from Suor Isabella für Sopran und Instrumentalensemble, Text von Daniel Dibbern (1983)
- Five Etudes from Oktoechos für Klarinette und Fagott/Trompete und Posaune/Klavier solo/Violine und Perkussion/Cello solo (1983)
- Medieval Suite aus dem Ballett Estampie für Horn, Violine und Klavier (1983)
- Oktoechos, Concerto grosso für zwei Solistengruppen und Orchester (1983)
- Toccata for Guitar Solo  (1983)
- Trunks. A Circus Story for Narrator and Orchestra (1983)
- Fanfare from Oktoechos für vier getrennte Trompetenchöre und Posaunen (1984)
- The Seven Deadly Sins, Ballett für Orchester oder für Holzbläserensemble und Perkussion (1984)
- Tango di Tango – based on a theme from Tango für Orchester oder Violine, Akkordeon und Klavier oder für Klavier solo (1985)
- My Lady Carey’s Dompe – Variations on an Elizabethan Melody für Piccolotrompeten, Diskanthorn und Cembalo oder Klavier (1985)
- Tango, Oper, eigenes Libretto (1985)
- Varmi’ts!, Kantate für Erzähler, gemischten Chor und Orchester (1985)
- Monkey See, Monkey Do, Kinderoper, Libretto von Mary Medrick (1986)
- The Ransom Of Red Chief, Oper, Libretto von Daniel Dibbern nach einer Short Story von O. Henry (1986)
- Alle(...)luia – Variations für Orgel und Glockenspiel (1987)
- A Colorful Symphony für Erzähler und Orchester (1987)
- Six Episodes from The Ransom of Red Chief für Klavier (1987)
- We the People. The Story of the American Constitution, Text von Mary Medrick für Erzähler, Chor und Orchester (1987)
- The Old Majestic, Oper, Libretto von Mary Medrick (1988)
- Fantasia Lussuriosa für Klavier (1989)
- A Gathering of Angels, Bolero für Orchester (1989)
- Invocation of Orpheus für Trompete, Harfe und Streicher oder Trompete, Harfe und Streichquartett oder Trompete und Klavier (1989)
- Mirror Sonnets für einen, zwei oder drei Soprane und Gitarre oder Klavier, Texte von Fred Curchack (1989)
- Les Niais Amoureux für Klarinette und Klaviertrio (1989)
- Seven Deadly Sequences für Klavier (1990)
- Three Lullabies für Klavier oder Gitarre (1990)
- Three Songs and A Monologue from As You Like It für Stimme und Klavier (1990)
- Ursa. Four Seasons for Doublebass (or Cello) and Orchestra (1990)
- Piñata für Instrumentalensemble (1991)
- Six Maxims de La Rochefoucauld für Stimme und Klavier (1991)
- Frida, Oper, Buch von Hilary Blecher, Text und Monologe von Migdlia Cruz (1991, 1993)
- Aspen Sketches für Klavier (1992)
- The Song of Songs – Shir Hashirim nach Scholem Alejchem und der Bibel für Sopran, Erzähler und Ensemble (1992)
- Concert Suite from Frida für Mezzosopran und Instrumentalensemble oder Klavier (1993)
- Lull-A-Bear from Ursa für Cello oder Fagott und Klavier (1993)
- Máscaras für Cello und Instrumentalensemble (1993)
- Adoración Ambulante für Tenor, Bass, vierstimmigen gemischten Chor, zweistimmigen Kinderchor, Instrumentalensemble, Perkussion, Kirchenglocken und singendes Publikum (1994)
- Con Flor y Canto from Adoración Ambulante für Tenor, Bass, vierstimmigen gemischten Chor, zweistimmigen Kinderchor und Orchester (1994)
- Meta 4, Ballett für Streichquartett (1994)
- Scrooge. Concert Scenes from A Christmas Carol von Charles Dickens für Bassbariton, vierstimmigen gemischten Chor und Orchester (1994)
- Fanfare from Adoración Ambulante für vier Trompeten und vier Muschelhörner oder Englischhörner (1995)
- Hot Buttered Rumba für Instrumentalensemble oder Klavier (1996)
- Trilógica, Three Latin Dances für Orchester (1996)
- Il Lamento di Tristano für Flöte und Gitarre (1997)
- Sinfonía à la Mariachi für zwei Orchester (1997)
- Forbidden Fire, Cantata for the Next Millennium für Bassbariton, achtstimmigen gemischten Chor und Orchester (1998)
- Bachanale, Concertino for Orchestra (1999)
- Latin Celebration (Gaudeamus Igitur) für Orchester und vierstimmigen gemischten Chor ad lib. (1999)
- Las Mañanitas de los Niños für Orchester (1999)
- The Last Night of Don Juan, musikalisches Spiel für Schauspieler, Solisten, Tänzer, Puppenspieler, Chor und Orchester (2000)
- The Tempest, Concert dramatization of the Shakespeare play für Erzähler oder Schauspieler, Puppen oder Tänzer ad lib. und Orchester (2000)
- Tequila Sunrise, Fanfare in Mariachi Style (2000)
- Gambits, Six Chess Pieces für Horn und Klavier (2001)
- A Midsummer Night’s Dream Schauspielmusik für William Shakespeares Stück für Schauspieler, Sänger, Chor und Orchester (2001)
- Smash the Windows für Instrumentalensemble (2001)
- Decem Perfectum für Holzbläserquintett, Blechbläserqiuintett und Bläserensemble (2002)
- Flight für Erzählerin und Orchester, Text von Sukey Smith (2002)
- The Food of Love für Violine, Schauspieler und Klavier nach William Shakespeare (2004)
- The Dot and the Line für Erzähler, Instrumentalensemble, Bilder und/oder Tänzer, Text von Norton Juster (2005)
- Musical Dice Game für zwei Streichquartette und zwei Streichorchester (2005)
- Agnus Dei for Mozart’s Mass in C-Minor, K.427 für achtstimmigen gemischten Chor und Solisten, Orchester, Orgel und Pauken (2006)
- Apache Wedding Blessing für Stimme und Gitarre (2006)
- La Curandera, Oper, Libretto von Mary Medrick (2006)
- El día de los muertos für acht Perkussionisten (2006)
- Son Risa für Harfe solo (2006)
- The Versatility Rag für Klavier (2006)
- Canción de los niños für zweistimmigen Kinderchor und Instrumentalensemble (2007)
- Sor(tri)lège: Trio III für Klaviertrio (2007)
- Tentado por la samba für Cello und Klavier (2007)
- Trio III für Klaviertrio (2007)
- Música, por un tiempo für Klarinette, Violine, Cello und Klavier (2008)
- Six Songs of E. E. Cummings für Sopran und Marimba oder Klavier (2008)
- Omaggio al Divino für zwei Gitarren (2009)
- Arabesque by Robert Schumann Arrangement fürt zwei Gitarren (2010)
- Caprichos für Klavier solo (2012)
- De Rerum Natura für Orchester (2013)
- As: A Surfeit of Similes für vierstimmigen gemischten Chor und Klavier, Text von Norton Juster (2014)
- Fanfarria Son-Risa für Instrumentalensemble (2014)
- Tango Amor (2014)
- Xochiquetzal für Violine solo und Perkussionsensemble (2014)
- Menasherie für dreistimmigen Frauenchor und Klavier, Texte von Ogden Nash (2015)
- Above All, Women: Four Images of Gustav Klimt für Streichquartett (2016)
- Romance with a Double Bass für Erzähler, Kontrabass und Klavier (2018)
- Harlequin’s Rainbow (L’Arc-en-Ciel d’Arlequin) für Mezzosopran und Streichquartett, Texte von Albert Giraud aus * Pierrot Lunaire (2022)
- Piñata para los amantes (Piñata for the Lovers) für Klarinette und Cello (2023)
- Tlaloc für Orchester (2024)